# شبكات التلفزة الثلاث الكبرى
شبكات التلفزة الثلاث الكبرى (بالإنجليزية: Big Three television networks)‏ هن شبكات البث (الهوائي) التقليدية في الولايات المتحدة: هيئة الإذاعة الأمريكية (ABC) وهيئة الإذاعة الكولومبية (CBS) وهيئة الإذاعة الوطنية (NBC).

## الخلفية
بدأت NBC و CBS في عشرينيات القرن العشرين كمحطات راديو ثم أصبحتا محطات تلفزيونية في الأربعينيات. انفصلت ABC عن NBC في عام 1943 عندما قرّرت الحكومة الأمريكية أن بنية NBC القائمة على اندماج شبكتين تمنع المنافسة.
أول الشبكات الثلاث بدأً في البث كانت NBC في عام 1946 عقبها CBS و ABC في 1948.